# Max Hemmersdorfer
Maximilian Hemmersdorfer (* 18. November 1985 in Bobingen) ist ein deutscher Schauspieler.

## Leben
Hemmersdorfer, in Bobingen geboren und aufgewachsen, machte 2005 in Augsburg sein Abitur. Nach einem FSJ in einem Internat absolvierte er von 2007 bis 2011 seine Schauspielausbildung an der Folkwang Hochschule für Musik, Theater und Tanz in Essen. 2011 schloss er dort seine Ausbildung mit dem staatlichen Schauspieldiplom ab. Während des Studiums hatte er Gastengagements am Schauspiel Essen (2008/09) und bei den Ruhrfestspielen Recklinghausen (2009), wo er mit Antú Romero Nunes, Cilli Drexel und Karsten Dahlem zusammenarbeitete. 2010 erhielt er als Studierender des vierten Jahrgangs der Folkwang Universität der Künste für seine Mitwirkung in der Produktion SINN (Schauspiel Essen; Regie: Antú Romero Nunes) den Ensemblepreis des Bundesministeriums für Bildung und Forschung sowie den Preis der Studierenden.
Von der Spielzeit 2011/12 bis zum Ende der Spielzeit 2012/13 war er festes Ensemblemitglied am Theater Konstanz. In der Spielzeit 2011/12 trat er dort als Kapitän Charles Marlow in Herz der Finsternis, als Romeo in Romeo und Julia, als Anwalt der Familie Guzman in Die Rundköpfe und die Spitzköpfe und als „Er“ in der Uraufführung des Stücks Die Vorläufigen auf. 2012 erhielt er den Förderpreis der Internationalen Bodenseekonferenz im Bereich Schauspiel, insbesondere für seine Rollen als Marlow und Romeo.
Ab der Spielzeit 2013/14 war er weiterhin als Gast am Theater Konstanz engagiert; in der Spielzeit 2013/14 war er dort als Schiffer Jochen Most in Der fröhliche Weinberg, als Bandenführer Johann Friedrich Schwan in Der Sonnenwirt von Hermann Kurz, als Ikarus in dem Kindertheaterstück Um Himmels Willen, Ikarus, als Zugführer, Polizist, Ills Sohn, Pressemann in Der Besuch der alten Dame und als Maik in dem Jugendtheaterstück Tschick zu sehen. In der Spielzeit 2014/15 war er als Duende in der Tangooper María de Buenos Aires von Astor Piazzolla (Libretto: Horacio Ferrer) zu sehen.
In der Spielzeit 2015/16 war er als Gast am Staatstheater Cottbus engagiert. Dort spielte er den illegalen Immigranten Eliseo in dem Theaterstück Unschuld von Dea Loher. Von Januar bis April 2018 verkörperte er die Rolle des Zeki Müller in dem Musical Fack ju Göhte – Das Musical im „Werk 7“ in München.
Im Münsteraner Tatort: Ein Fuß kommt selten allein (Erstausstrahlung: Mai 2016) hatte er eine Nebenrolle als Tänzer Remo Dorn.
Im Mai 2016 war er außerdem in dem ZDF-Fernsehfilm Die Hochzeit meiner Eltern an der Seite von Senta Berger und Günther Maria Halmer zu sehen. Er spielte Adam, den Freund der Tochter Liv (Anna Fischer), der mit Tochter Simone (Anja Kling) einen One-Night-Stand hat. In der ZDF-Produktion Team Alpin, der ab November 2018 platzierten neuen Bergfilm-Reihe des Senders, übernahm Hemmersdorfer eine Serienrollen. Er verkörperte den Start-up-Unternehmer Tom Hochstetter, einen alten Freund der Serienhauptfigur Rupert, der ein Outdoor-Event beim Team Alpin bucht. In der Rosamunde-Pilcher-Fernsehreihe des ZDF spielte Hemmersdorfer, an der Seite von Ulrike Folkerts, den jungen Patrick Dawson, der von seiner Mutter die Leitung eines Unternehmens für Naturheilmittel übernimmt. In dem Ensemblefilm So einfach stirbt man nicht, der im August 2019 im ZDF erstausgestrahlt wurde, verkörperte Hemmersdorfer in einer Nebenrolle den mallorquinischen Bankberater und Anwalt Daniel Fuentes. In der 15. Staffel der ZDF-Serie Der Staatsanwalt übernahm Hemmersdorfer im Januar 2020 die Rolle des Oberkommissars Max Fischer und spielte sie bis zu seinem Serientod zu Beginn der 18. Staffel im Januar 2023.
Hemmersdorfer, der während seines Konstanzer Engagements auch dort wohnte, lebt in Berlin.

## Filmografie
- 2016: Tatort: Ein Fuß kommt selten allein (Fernsehreihe)
- 2016: Die Hochzeit meiner Eltern (Fernsehfilm)
- 2016: Heldt: Der Kuckuck (Fernsehserie)
- 2017: Lass uns von Liebe sprechen (Kurzfilm)
- 2018: Klassentreffen 1.0 (Kinofilm)
- 2018: Team Alpin – Stromabwärts (Fernsehreihe)
- 2019: Rosamunde Pilcher: Schwiegertöchter (Fernsehreihe)
- 2019: So einfach stirbt man nicht (Fernsehfilm)
- 2020–2023: Der Staatsanwalt (Fernsehserie)
- 2023: Polizeiruf 110: Du gehörst mir (Fernsehreihe)
- 2023: Die Heiland – Wir sind Anwalt: Kaltblüter (Fernsehserie, eine Folge)
- 2023: Der Zürich-Krimi: Borchert und der Mord ohne Sühne (Fernsehreihe)
- 2023: Im toten Winkel (Kinofilm)
- 2024: Die Notärztin (Fernsehserie)
- 2024: Helen Dorn: Der deutsche Sizilianer (Fernsehreihe)
- 2025: SOKO Wismar: Scheidewege (Fernsehserie, eine Folge)